# Агбильские мавзолеи
Агбильские мавзолеи (азерб. Ağbil türbələri) — комплекс из трёх мавзолеев, расположенных на старом кладбище в деревне Агбиль в Губинском районе, Азербайджан.

## Мавзолей Шаха Мурада
Мавзолей квадратной формы, анты которого представляли собой небольшой портал. Внутри мавзолей имел размеры 2,7х2,7 метра. Китабе размером 0,43×0,48 м, датируемая 940 годом по календарю хиджры (1553 г. н. э. по григорианскому календарю), содержит имя похороненного здесь Шаха Мурада. Мавзолей был полностью разрушен.

## Восьмиугольный мавзолей
Другой, уцелевший, мавзолей имеет форму восьмиугольника. Мавзолей представляет интерес для изучения мавзолеев северного и южного Азербайджана, поскольку он также был построен в 16 веке, в период с немногими сохранившимися памятниками.
Его кирпичные стены возведены на вершине небольшого подиума. Его стена и основание были одинакового размера. Это видно в некоторых мавзолеях Иранского Азербайджана, которые были построены из кирпича.
Одной из его особенностей является то, что он имеет квадратный план 2,8x2,8 метра внутри, хотя он восьмиугольный снаружи. Вход с южной стороны. По трём другим сторонам построены ниши поменьше размером 76х50 сантиметров. Мавзолей построен на уровне земли и имеет «могильный тип», что означает, что в нём нет склепа.
Переход от квадратного основания к покрытию купола осуществлялся через паруса в виде простых сталактитов. Для наружных стен характерна смесь кирпичной и каменной кладки, чего нет в других мавзолеях, разбросанных по Ширвану. Помимо подиума для нижней части входа также использовались камни. Над входом на девятистороннем потолке размещена каменная надпись размером 53х46 см.
Немецкий востоковед Йоханнес Альбрехт Бернхард Дорн, изучавший эти мавзолеи в XIX веке, скопировал написанную надпись. Перевод надписи, состоящей из трех строк на арабском, выглядит следующим образом:
«О мои рабы, не отчаивайтесь милости Аллаха. Воистину, Аллах прощает все грехи, ибо Он Прощающий, Милосердный. Это здание было построено для сына султана Султана Халил-уллы, — да увековечит Аллах его состояние и счастье навсегда — Шах Мурад Шейх Мазьяд Хаджа Шейх Баязид — да простит ему Аллах и всех верующих — в девятьсот сорок четвертый год (1533—1534)».

## Четырехугольный мавзолей
Третий мавзолей небольшой. Короткая сторона прямоугольного сооружения (с размерами 2,80х2,62 метра) была увеличена на 1,2 метра в виде антов. Мавзолей напоминает небольшой жилой дом.

## Галерея

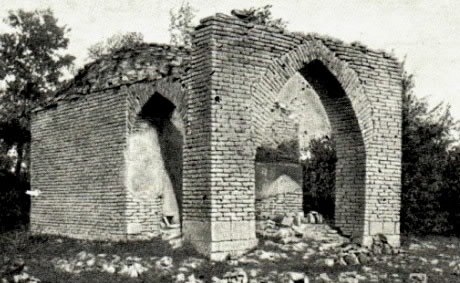
Мавзолей с портиком
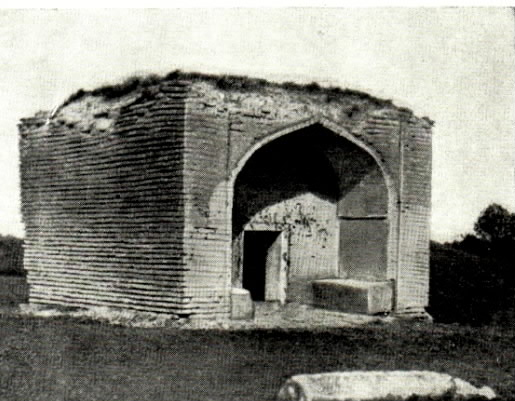
Один из мавзолеев
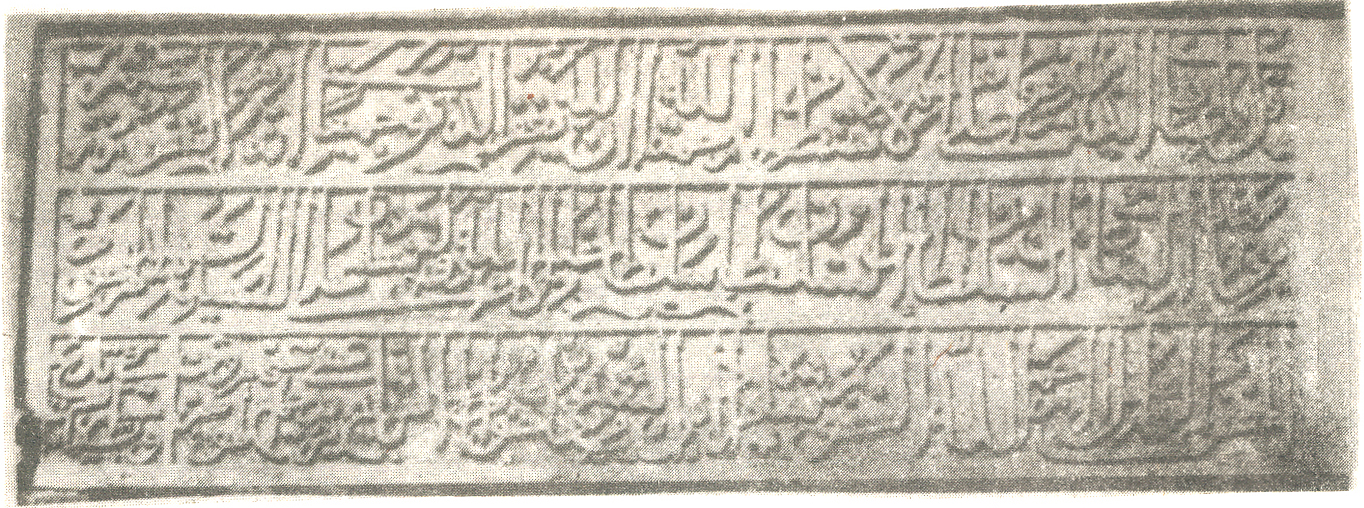
Китабе мавзолея Шах Мурада